# Ken il guerriero, il gioco di ruolo
Ken il guerriero, il gioco di ruolo è un gioco di ruolo pubblicato dalla Nexus Editrice nel 1995, basato sul sistema generico francese Simulacri (Pierre Rosenthal, 1986), di cui la stessa Nexus aveva pubblicato un'edizione in lingua italiana nel 1993. Il gioco è ispirato agli omonimi anime e manga di Ken il guerriero.

## Origine e meccaniche del gioco
Inizialmente il gioco è stato pubblicato in una versione preliminare all'interno della rivista Kaos (edita anch'essa dalla Nexus), a partire dal numero 17 del marzo 1994. Nella primavera del 1995 ne venne realizzata una versione autonoma, con alcune variazioni delle regole per renderla più giocabile e maggiormente aderente allo spirito dell'opera di riferimento.
Un errata corrige e alcune FAQ sul gioco vennero pubblicate su Kaos 41 del novembre 1996, seguite alcuni numeri dopo (da Kaos 44 a 48) da una serie di avventure che permettevano ai giocatori di replicare la storia dei primi episodi dell'anime.
Le meccaniche di gioco sono basate sul gioco di ruolo Simulacri, poi arricchite da numerose integrazioni.
I personaggi sono dotati di alcuni attributi, le Componenti (elementi che compongono gli individui, suddivisi in Corpo, Istinto, Cuore e Mente, variabili come valore da 3 a 6), i Mezzi (Percezione, Azione, Desiderio e Resistenza, da 0 a 4) i Regni (Minerale, Vegetale, Animale, Umano, Meccanico, Nulla, da 0 a 2) e le Energie (Potenza, Rapidità, Precisione, da 0 a 2). L'uso di questi elementi combinati e sommati, confrontato con la somma del risultato del tiro di due dadi a sei facce, eventualmente modificato in base alla difficoltà dell'azione, fornisce l'informazione sul successo (tiro dei dadi inferiore della somma delle caratteristiche) o meno dell'azione che il personaggio voleva intraprendere. Rispetto alle meccaniche del regolamento base di Simulacri, è stato introdotto un sistema di punti vita molto più particolareggiato, per rendere il sistema più adatto ad un gioco di arti marziali e garantire una maggiore sopravvivenza dei personaggi giocanti.
I giocatori possono poi decidere la carriera, ovvero se interpretare personaggi combattenti, appartenendo quindi ad una delle scuole di arti marziali maggiori o minori viste nell'anime (ognuna dotata di specifici colpi ed effetti), oppure personaggi generici non legati a particolari stili di combattimento, anche se l'impostazione del gioco e delle avventure sembra essere pensata maggiormente per il primo tipo di personaggi.

## Prodotti
- Ken il guerriero, il gioco di ruolo, edizione in scatola contenente 2 volumi ed alcune schede e segnalini rappresentanti i personaggi principali dell'opera, Nexus Editrice, 1995, ISBN 88-86149-13-1
- Il segreto di Nanto, campagna di gioco, Nexus Editrice, 1996, ISBN 88-86149-18-2
- L'isola dei Demoni, contenente un aggiornamento delle regole e un manuale di ambientazione, Nexus Editrice, 1998, ISBN 88-86149-38-7

## Premi
Nel novembre 1995 ll gioco ha vinto il Best of Show come miglior gioco originale durante l'edizione autunnale di Lucca Comics & Games.